# Scatophila cribrata
Scatophila cribrata är en tvåvingeart som först beskrevs av Christian Stenhammar 1844.  Scatophila cribrata ingår i släktet Scatophila och familjen vattenflugor. Arten är reproducerande i Sverige. Inga underarter finns listade i Catalogue of Life.